# 姚傳法

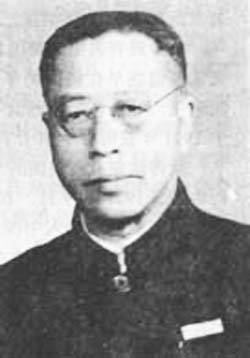
姚傳法

姚傳法（1893年—1959年2月24日），字心斋，祖籍浙江省鄞县（今宁波市），生于上海。中华民国及中华人民共和国林学家、林学教育家。

## 生平

### 留学美国
姚傳法的父亲经营木材业，家境富裕。姚传法在上海上完小学、中学之后，在辛亥革命前夕考入沪江大学。1914年获得理学士学位。1914年11月，北洋政府公布了中国历史上首部《森林法》，姚传法对此印象很深。1915年，姚传法自费赴美国俄亥俄州丹尼森大学（Denison University，旧译“但尼生大学”）深造，1919年获理学硕士学位。此后转入美国耶鲁大学林学院学习。该学院创办于1900年，诸多知名美国林学专家在此任教，中国林学元老凌道扬于民国初年获该院林学硕士学位，后来沈鹏飞、叶雅各、李继侗等人也在该院学习林学。1921年，姚传法获得林学硕士学位。
此后，姚传法赴加拿大作短期旅行参观。1921年9月，在加拿大渥太华由经亨颐介绍加入中国国民党，1921年冬回国。归国后，先在上海复旦大学生物系任教，后又在上海中国公学、沪江大学任教，但任教所讲多是生物学、植物学等普通课程，其林学知识未能发挥。1924年，姚传法离开上海赴北京，到北京农业大学森林系任教，该校1923年以前原名“北京农业专门学校”，设有林科。韩安、李顺卿、沈鹏飞等人曾在北京农业大学任教。姚传法在该校任教不久，又应聘赴南京，在国立东南大学农科讲授林学课，随后就任江苏省立第一农业学校林科主任。

### 创办林学会
北伐胜利后的1928年5月，中国林学界在南京开会，筹备恢复林学会，推举姚传法、韩安、陈嵘等10人为筹备委员，起草中华林学会会章。同年8月，中华林学会成立大会在金陵大学举行，姚传法当选第一届理事会理事长，学会刊物《林学》创刊号于1929年10月出版，姚传法撰写代发刊词的《序》。
中华林学会第2至4届理事会推选凌道扬担任理事长，姚传法在第2、3届担任理事。抗日战争爆发后，中华林学会会务停顿，《林学》出至第6期即停刊。姚传法随立法院迁至重庆北碚后，于1941年邀集在重庆的中华林学会部分理事及会员，推选17人组成第5届理事会，互推姚传法、梁希、凌道扬、李顺卿、朱惠方任常务理事，姚传法任理事长，另外选举陈嵘、韩安等9人出任监事。中华林学会自此又恢复活动。经姚传法筹划，1941年10月，第7期《林学》出版发行，截至1944年4月止又陆续出版4期。在复刊后的这5期《林学》上，每期都发表了姚传法单独或与他人合写的文章。
抗日战争结束后，中华林学会迁返南京，姚传法因多病而在上海疗养，未再参加中华林学会的活动。 

### 投身政界
1927年4月以后，姚传法先后任江苏省农林局局长、江苏省建设厅专任设计委员、江苏省农矿厅技正等职务。其《如何方不辜负今年江苏的植树节》一文，刊登于《农林新报》。1928年3月，南京国民政府成立农矿部，同年10月设置林政司，下设二科，任聘姚传法为林政司科长及农矿部设计委员会常务委员。姚传法发表《兵工与造林》、《设立全国林务局意见书》等政论文，刊于《中华农学会报》。1929年9月，农矿部召开全国林政会议，包括姚传法在内的林业专家教授将近50人参加，姚传法提出了一项“请中央明令规定以大规模造林为防止水旱灾根本办法”的提案，后大会合并相关提案，作出决议称：“水源山地实行造林，严禁滥伐；严禁水源地开垦；请中央通令各治水机关划出一部分经费建造水源及江河湖海沿岸森林。”
1930年初，农矿部提出自该年3月12日孙中山逝世纪念日起，每年以一星期作为造林运动宣传周，举办大规模造林活动。随后经南京国民政府批准定案。在南京举办的造林运动宣传周期间，首都造林运动宣传委员会将11位林业专家写的文章各印5000份，当作宣传品散发，其中包括了姚传法写的《林业教育协议》、《造林救国办法之商榷》两文。
在《兵工与造林》和《兵工植树计划》两文中，姚传法提出“举行兵工植树既为利用兵工空闲，义务供给地方以造林之人工，即不啻为国家与地方节省大宗造林之工资。”1929年10月，农矿部正式提出《利用编余官兵实行兵工造林》议案，采纳了姚传法的论点，作为政府文件下达。
1931年，姚传法随中国国民党中央委员经亨颐（廖承志的岳父）赴广州，参加了中国国民党召开的“非常会议”，经过经亨颐介绍，姚传法结识了立法院院长孙科。1933年，姚传法被选为立法委员，任职15年。任内，姚传法作为立法院土地法委员会召集人，参加审议《土地法》等法规。其间，廖承志等人曾遭蒋介石下令逮捕，经何香凝、经亨颐、姚传法等人营救，廖承志获释。抗日战争前，中国国民党中央执行委员会在南京成立国民经济计划委员会，聘包括姚传法在内的许多专家学者担任专门委员，姚传法参加了土地组、合作组、农业组的活动。抗日战争期间，重庆国民政府农林部于1942年聘姚传法兼任顾问。

### 晚年生涯
抗日战争胜利后，姚传法于1945年9月随国民政府还都南京。1947年，国民政府预备召开行宪国民大会，选举立法委员及国民大会代表，姚传法因故未参加竞选立法委员的活动。卸任立法委员后，姚传法赋闲年余。后经留美同学、浙赣铁路局长侯家源引荐，任该局农林顾问。不久，被调往该局南昌分局工作。
中国人民解放军占领南昌后，中正大学改为南昌大学，姚传法转入南昌大学森林系任教。1952年秋，该系并入华中农学院，姚传法随之迁居武汉。但因患高血压、糖尿病，且眼疾严重，姚传法已不能看书、备课。1952年院系调整时，华中农学院森林系并入南京林学院（1985年更名南京林业大学），姚传法随校迁至南京。此时因病情恶化，乃迁居上海养病。1958年11月退职。
1959年2月24日，姚传法在上海病逝，享年66岁。